# Río Patuca
Il Rio Patuca è un fiume dell'Honduras nord-orientale, formatosi a sud-est di Juticalpa dalla fusione dei fiumi Guayape e Guayambre. È il secondo fiume più grande dell'America centrale e il fiume più lungo dell'Honduras, misura quasi 500 chilometri di lunghezza.

## Corso
Il fiume ha origine nelle montagne centrali alla confluenza dei fiumi Rio Guayape e Rio Guyambre. Scorre verso nord-est, serpeggiando e torcendosi lungo il suo percorso verso la Costa dei Mosquito prima di unirsi al Mar dei Caraibi a Patuca Point.
Il Patuca è famigerato in Honduras per una sezione di rapide nota come "El Portal del Infierno" o "Cancelli dell'inferno" famose per aver ucciso molti spericolati frequentatori di fiumi.
In piena la Patuca può raggiungere diverse miglia di larghezza. È noto che il suo principale affluente, il Rio Guayape, supera i 3 chilometri (2 miglia) di larghezza quasi ogni anno in aree che possono essere guadate fino alla cintola nella stagione secca.
Il Patuca è anche ben noto per le sue regioni inferiori senza legge, dove piccoli gruppi di uomini pesantemente armati dragano vasti depositi d'oro placer nelle aree a monte del fiume dalla giungla dei Mosquito.